# Даниловский (бывший муниципальный округ)
Дани́ловский — бывший муниципальный округ Москвы, просуществовавший с 1991 года по 1995 год, когда территория округа была преобразована в Даниловский район Южного административного округа Москвы.

## История
Муниципальный округ «Даниловский» был создан после административной реформы 1991 года и входил в состав Южного административного округа Москвы.
24 мая 1995 году муниципальные округа «Павелецкий» и «Симоновский» были включены в состав муниципального округа «Даниловский», который после принятия 5 июля 1995 году закона «О территориальном делении города Москвы» получил статус района Москвы и название «Даниловский».

## Границы муниципального округа

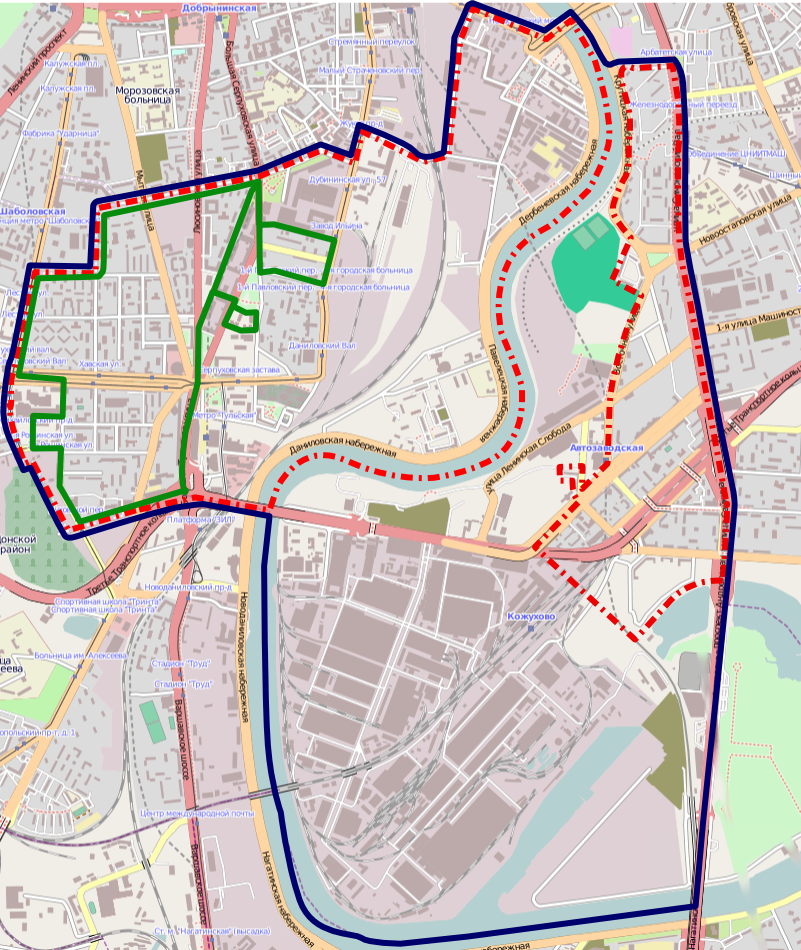
Зелёный — границы муниципального округа Даниловский в 1991 году.
Красный — территория муниципального округа после присоединения Павелецкого и Симоновского.
Синий — современные границы Даниловского района

Согласно распоряжению мэра Москвы «Об установлении временных границ муниципальных округов Москвы» граница муниципального округа «Даниловский» проходила:
по Духовскому переулку до пересечения с 4-м Рощинским проездом, по 4-му Рощинскому проезду до пересечения с улицей Серпуховский Вал (включая жилые дома: 4/8 по улице Новая Заря; 16, 2/8 по 4-му Рощинскому проезду), по улице Серпуховский вал до улицы Шаболовка, по улице Шаболовка до пересечения с улицей Шухова, по улице Шухова до пересечения с Хавской улицей, по Хавской улице до пересечения с улицей Павла Андреева, по улице Павла Андреева до пересечения с Павловской улицей, по Павловской улице до 1-го Павловского переулка, по 1-му Павловскому переулку до Дубинской улицы, по Дубинской улице до 3-го Павловского переулка, по 3-му Павловскому переулку до Павловской ул., по Павловской ул. (в обратном направлении) до пересечения с Большой Серпуховской улицей, по Большой Серпуховской улице до Люсиновской улицы (включая территорию школ № 729 и 1257), по Люсиновской улице до площади Серпуховской заставы, от площади Серпуховской заставы по Большой Тульской улице до Духовского переулка.
Таким образом, на территории муниципального округа не располагалось ни одной станции метро. Ближайшими были — Шаболовская и Тульская.
Главными улицами муниципального округа были Большая и Малая Тульские улицы, Мытная улица, Люсиновская улица и улица Серпуховский Вал.

### После мая 1995 года
После включения в состав муниципальных округов «Павелецкий» и «Симоновский» границы «Даниловского» значительно расширились.
Они стали проходить по оси Духовского пер., далее по северо-восточной и северной границам Даниловского кладбища, осям 1-го Рощинского проезда, улицы Шаболовка, улицы Шухова, Хавской улицы, улицы Павла Андреева, 1-го и 4-го Щипковских переулков, Дубининской улицы, Жукова проезда, Летниковской и Кожевнической улиц (до Новоспасского моста), реки Москва (до Автозаводского моста), оси проезда на Автозаводский мост до Духовского переулка.
В округ входит также территория в границах: по северному берегу старого русла р. Москва (Кожуховский пруд), далее по северо-восточной границе территории АМО ЗИЛ, осям: Автозаводского проезда (включая домовладение № 4), ул. Мастеркова, Восточной ул. (включая домовладения № 2 (к. 1, 2, 3, 4, 5), Симоновской и Крутицкой набережным, Арбатецкой ул., ул. Симоновский Вал, Велозаводской ул., ул. Сайкина и пр-та Андропова до северного берега старого русла реки Москва (Кожуховского пруда).
Таким образом, на территории муниципального округа оказались станции метро «Автозаводская» и «Тульская».